# (8074) Slade
(8074) Slade es un asteroide perteneciente al cinturón de asteroides descubierto el 20 de noviembre de 1984 por Edward Bowell desde el observatorio del Monte Palomar, Estados Unidos.

## Designación y nombre
Designado provisionalmente como 1984 WC2. Fue llamado así por Martin A. Slade (n. 1942) quien es un científico del Laboratorio de Propulsión a Reacción. Sus tres décadas de contribuciones a la ciencia planetaria incluyen el análisis de la órbita de la Luna, el alcance del radar deMercurio para probar teorías físicas y el descubrimiento de anomalías en el brillo del radar en los polos de Mercurio.

## Características orbitales
(8074) Slade está situado a una distancia media del Sol de 2,789 ua, pudiendo alejarse hasta 3,197 ua y acercarse hasta 2,382 ua. Su excentricidad es 0,146 y la inclinación orbital 7,717 grados. Emplea 1701,37 días en completar una órbita alrededor del Sol.
Pertenece a la familia de asteroides de (93) Minerva.

## Características físicas
La magnitud absoluta de (8074) Slade es 13,50. Tiene 4,620 km de diámetro y su albedo se estima en 0,292.